# From Method to Madness (Padre de familia)
From Method to Madness (titulado Del método a la locura en España e Hispanoamérica) es el decimoctavo episodio de la tercera temporada de la serie Padre de familia emitido el 24 de enero de 2002 a través de FOX. La trama se centra en Stewie, quien después de ser elegido para clases de teatro, debe colaborar con una niña arrogante, mientras Peter y Lois conocen a una pareja de nudistas.
El episodio está escrito por Mike Barker y Matt Weitzmann y dirigido por Bert Ring.

## Argumento
Brian y Lois asisten al  teatro a ver el monólogo del amigo de este primero, sin embargo, su actuación resulta ser mediocre y Brian cree poder hacerlo mejor. Lois le sugiere que se lo demuestre apuntándose a las pruebas del teatro local, desafortunadamente, la prueba del can no resulta ser convincente para el jurado del local, no obstante, cuando Stewie sube al escenario a protestar por rechazar a Brian, estos aceptan al infante, el cual es inscrito en la Escuela de Bellas Artes.
Allí conoce a Olivia Fuller, una niña de su misma edad que resulta ser borde y arrogante aparte de no querer colaborar con nadie de la clase. Un día, tras escuchar a los profesores malas críticas sobre su futuro en la escuela, los dos deciden trabajar en equipo hasta convertirse en un famoso dúo en el que comparten los momentos de fama, no obstante la relación entre ambos comienza a deteriorarse hasta que en una función se pelean. Olivia decide irse, mientras Stewie pierde poco a poco la fama que le quedaba hasta que acaba perdiendo la noción de la realidad.
Por otro lado, mientras Peter faenaba en su barco pesquero, salva la vida a un hombre a punto de ahogarse. Como agradecimiento, este invita a él y a su familia a una cena en su casa. Una vez llegan, los Griffin se quedan perplejos al descubrir que la otra familia es nudista, Meg por su parte se siente atraída por el hijo de estos.
De camino a casa, los Griffin se van avergonzados con la esperanza de no volverlos a ver jamás, sin embargo, Jeff, el hijo de los nudistas y Meg inician una amistad que no es bien vista por sus padres, los cuales le echan de casa para disgusto de Meg que de ahí en adelante se vuelve completamente arisca con ellos. 
Al darse cuenta del daño que le han hecho a su hija, Peter y Lois deciden invitar a Jeff a una tarde de juegos con el objetivo de hacer las paces con su hija, la cual se lleva una sorpresa por ver a Jeff en su puerta después de que estos le prohibieran verle, y otra por ver a sus padres completamente desnudos, esto último la deja perpleja al tener que observar a sus progenitores en tal situación. Una vez se marcha Jeff para su casa, felicita a Meg por el valor que han tenido sus padres por lo que  han hecho, en cambio Meg les agradece que le hayan aceptado por lo que es. De repente, entra Quagmire en escena para pedirle a Peter un cortacésped, sin embargo acaba pidiendo una toalla, probablemente en respuesta por ver a Lois desnuda.